# Колвуд (Британска Колумбија)
Колвуд (енгл. Colwood) је град у Канади у покрајини Британска Колумбија. Према резултатима пописа 2011. у граду је живело 16.093 становника.

## Становништво
Према резултатима пописа становништва из 2011. у граду је живело 16.093 становника, што је за 9,6% више у односу на попис из 2006. када је регистровано 14.687 житеља.
| 2006.  | 2011.  |
| ------ | ------ |
| 14.687 | 16.093 |